# Ma-Ma-Ma Belle
Ma-Ma-Ma Belle è un singolo del gruppo musicale britannico Electric Light Orchestra, pubblicato nel 1974 ed estratto dall'album On the Third Day.
Il brano è stato scritto e prodotto da Jeff Lynne.

## Tracce
- 7" (USA)

1. Ma-Ma-Ma Belle
2. Daybreaker

- 7" (UK)

1. Ma-Ma-Ma Belle
2. Oh No Not Susan